# فوتبال در مغولستان
فوتبال دومین ورزش مغولستان پس از کشتی است. ورزش فوتبال در این کشور توسط فدراسیون فوتبال مغولستان اداره می‌شود. این نهاد تیم ملی فوتبال مغولستان و همچنین لیگ برتر ملی مغولستان را اداره می‌کند.